# Smif-N-Wessun
Smif-N-Wessun es un dúo de hip hop formado por Tek y Steele. Son una parte del supergrupo Boot Camp Clik, con Black Moon, Heltah Skeltah y O.G.C.. Colaboraron en el álbum de Black Moon Enta Da Stage, en 1993, y grabaron su primer sencillo, "Bucktown b/w Let's Git It On", en 1994. En enero de 1995, Smif-N-Wessun lanzó su primer álbum, llamado Dah Shinin y que debutó en el top 5 de las listas de Billboard de hip hop y R&B. El disco vendió alrededor de 300.000 copias. Tras el lanzamiento de este álbum, fueron demandados por la empresa de armas de fuego Smith & Wesson y por ello, el grupo tuvo que cambiar su nombre a Cocoa Brovaz, en 1996. Grabaron un sencillo underground de nombre "Super Brooklyn", de un sample de Super Mario Bros, y firmaron por el sello underground Rawkus Records. En los siguientes años, el grupo apareció en un gran número de compilaciones como Soundbombing II, Lyricist Lounge 2, Game Over y Lyricist Lounge III. Nunca grabaron un álbum bajo Rawkus, y en 2002 participaron en el álbum de Boot Camp The Chosen Few. En septiembre de 2005, regresaron como Smif-N-Wessun con el álbum Tek N Steele: Reloaded.

## Discografía

### Álbumes
| Año  | Álbum                  | Posiciones en lista | Posiciones en lista    | Posiciones en lista    |
| Año  | Álbum                  | Billboard 200       | Top R&B/Hip Hop Albums | Top Independent Albums |
| 1995 | Dah Shinin             | #59                 | #5                     | -                      |
| 1998 | The Rude Awakening     | #21                 | #3                     | -                      |
| 2005 | Tek N Steele: Reloaded | -                   | #69                    | ?                      |

| 2011
| Monumental Ft. Pete Rock
| -
| #?
| ?
|}

### Sencillos
| Año  | Canción            | Posiciones en lista | Posiciones en lista              | Posiciones en lista | Álbum                                      |
| Año  | Canción            | Billboard Hot 100   | Hot R&B/Hip-Hop Singles & Tracks | Hot Rap Tracks      | Álbum                                      |
| 1994 | Bucktown           | #93                 | #61                              | #14                 | Dah Shinin                                 |
| 1994 | Let's Get It On    | -                   | -                                | #14                 | Dah Shinin                                 |
| 1995 | Wrekonize          | -                   | #95                              | #29                 | Dah Shinin                                 |
| 1995 | Sound Bwoy Bureill | -                   | -                                | #29                 | Dah Shinin                                 |
| 1995 | Wontime            | -                   | -                                | #48                 | Dah Shinin                                 |
| 1997 | Won On Won         | -                   | #94                              | -                   | Soul In The Hole (BSO), The Rude Awakening |
| 1998 | Bucktown USA       | -                   | -                                | #47                 | The Rude Awakening                         |
| 2001 | Get Up             | -                   | #90                              | #9                  | Lyricist Lounge 2                          |